# Cinco (rappeur)
Pour les articles homonymes, voir Cinco.
Cinco anciennement Zgarman, de son vrai prénom Michée Tandu, né le 3 janvier 1997 à Choisy-le-Roi dans le Val-de-Marne, est un rappeur français.

## Biographie

### Enfance et débuts musicaux
Michée Tandu naît le 3 janvier 1997 à Choisy-le-Roi dans le Val-de-Marne, il grandit dans la cité Jacques Cartier élevé par ses parents d'origine congolaise. Il se fait d'abord connaître sous le pseudonyme « Zgarman » avant d'adopter le nom de scène Cinco. Il commence à écrire ses premiers textes à l'âge de dix ans, influencé par les clips de Lil Wayne et encouragé par son frère,.
Cinco a fait partie d'un groupe de rap nommé Le Triangle avec le rappeur Monkki, avec qui il a notamment sorti les titres Mes Souliers, C’est mort, et Swear.

### Carrière

#### Labels MMC et Play Two et mixtapesTold Y'all(2017-2018)
Cinco est repéré en 2017 par le rappeur et producteur Maître Gims, qui le fait signer sur le label Monstre Marin Corporation (MMC). Dès l'année suivante, il se fait remarquer avec la sortie de plusieurs mixtapes, notamment les volumes 3, 4 et 5 de sa série Told Y’all. Il attire ensuite l’attention du label Play Two, qui le fait signer.

#### The North Doesn’t ForgetetPeach Drill(2019)
Le 29 novembre 2019, il publie son projet The North Doesn’t Forget, composé de vingt titres. Son projet est orienté autour de thèmes sombres et inspiré par ses expériences et ses origines. Ce projet incarne une esthétique trap marquée par des sonorités influencées par le rap américain, tout en explorant des thématiques liées à la rue et à l'identité,.
Le projet présente une structure homogène, avec des collaborations soigneusement sélectionnées pour compléter le style de l’artiste. Les productions se distinguent par des rythmes sombres et une intensité brute, créant une atmosphère immersive. Cette mixtape témoigne de l’évolution artistique de Cinco, qui intègre sonorités trap et refrains chantés, tout en conservant une approche authentique et directe.
En juillet 2021, Cinco revient avec le projet Peach Drill, un EP de huit titres.

#### Album:Sacrifices,0TA BENGVetPreach Summer(2022-2024)
sorti le 4 février 2022, Sacrifices, est le premier album studio de Cinco. Composé de quinze titres, l’album témoigne de l’implication totale de l’artiste, présent à chaque étape de la création. Cinco évoque des "sacrifices" personnels pour réaliser ce projet.
L’album se distingue par un style varié, mêlant mélodies inspirées par la rumba congolaise et morceaux plus rythmés. Plusieurs collaborations enrichissent le projet, avec des artistes comme Tiakola, Bné, Tsew The Kid, Franglish et Josman, choisis pour leur compatibilité avec l'univers de l'album,.La pochette réalisée avec Koria, est marquée par des tons rouges, en hommage aux influences américaines de Cinco.
Le 13 octobre 2023, Cinco sort son EP composé de 5 titres, 0TA BENGV. Son projet tire son nom d'Ota Benga, un Congolais enlevé en 1904 et exposé dans un zoo américain.
Le 23 aout 2024, il sort son EP Preach Summer composé de huit titres.

## Style et influences
Cinco s'inscrit dans le courant du mumble rap, combinant un phrasé souvent assourdi avec des sonorités mélodiques et une gestuelle marquante. Il cite Lil Wayne parmi ses principales influences, ayant été inspiré dès son jeune âge par les clips du rappeur américain. Son style se distingue aussi par son utilisation des « kicks » dans ses clips.
En matière de collaborations, Cinco privilégie les artistes avec lesquels il entretient des relations authentiques, affirmant dans une interview pour Hungry Days : « Le rap c’est un peu chelou. [...] Moi j’aime bien bosser avec des personnes vraies. [...] Après, les gens du rap c’est des requins. [...] Si je fais un son avec un mec, c'est qu’on s’est déjà vu et qu’on a déjà vécu des trucs ensemble, qu’on a une vraie relation ».

## Discographie

### Album
- 2022 : Sacrifices

### Mixtapes
- 2016 : Told Y'All, Vol.1
- 2017 : Told Y'All, Vol.2
- 2018 : Told Y'All, Vol.3
- 2018 : Told Y'All, Vol.4
- 2018 : Told Y'All, Vol.5
- 2019 : The North Doesn’t Forget

### EPs
- 2021 : Preach Drill
- 2023 : 0TA BENGV
- 2024 : Preach Summer

## Nom de scène
Son pseudonyme, « Cinco », provient du bâtiment 5 de la cité Jacques Cartier où il a passé son enfance.